# Фролов-Багрєєв Олександр Олексійович
Олександр Олексійович Фролов-Багрей (1785 - 11 вересня 1845) — український аристократ козацького походження. Дійсний таємний радник, сенатор. 1818-1824 — чернігівський губернатор. Племінник Канцлера Російської імперії Віктора Кочубея та зять графа Михайла Сперанського. 

## Біографія
Син бригадира Олексія Петровича Фролова-Багреєва від шлюбу з Аграфеною Павлівною, сестрою канцлера Ст. П. Кочубея, який допоміг племіннику вдало зробити кар'єру.
Освіту здобув у найпрестижнішому столичному пансіоні, який тримав абат Ніколь. У службу вступив 7 лютого 1797 юнкером до Колегії закордонних справ; в 1802 був зарахований до берлінської місії, в 1806 визначений за власним бажанням в земське військо до головнокомандувача князя Олександра Прозоровського, і займався при ньому справами ополчення.
В 1807 був знову зарахований до посольства в Пруссії, з залишенням при головнокомандувачі Молдавської армії, для занять з дипломатичної частини; перебуваючи при армії під час усієї задунайської кампанії до укладання миру з Портою, був у 1811 нагороджений орденом Володимира 3-го ступеня, а в 1812 проведений в дійсні статські радники.
У Французько-російську війну перебував у 1812 році за головнокомандувача західної армії адмірала Павла Чичагова; в 1813 перебував при князі Михайлові Барклай-де-Толлі, потім, до укладання першої Паризької угоди, при австрійському генерал-фельдмаршалі князю Карлу Шварценбергу. При другому вступі російських військ у Францію (1815) і до укладання другого Паризького трактату перебував при міністрі російської армії, генерал-губернаторі Алопеусі з управління французькими департаментами, зайнятими російськими військами.

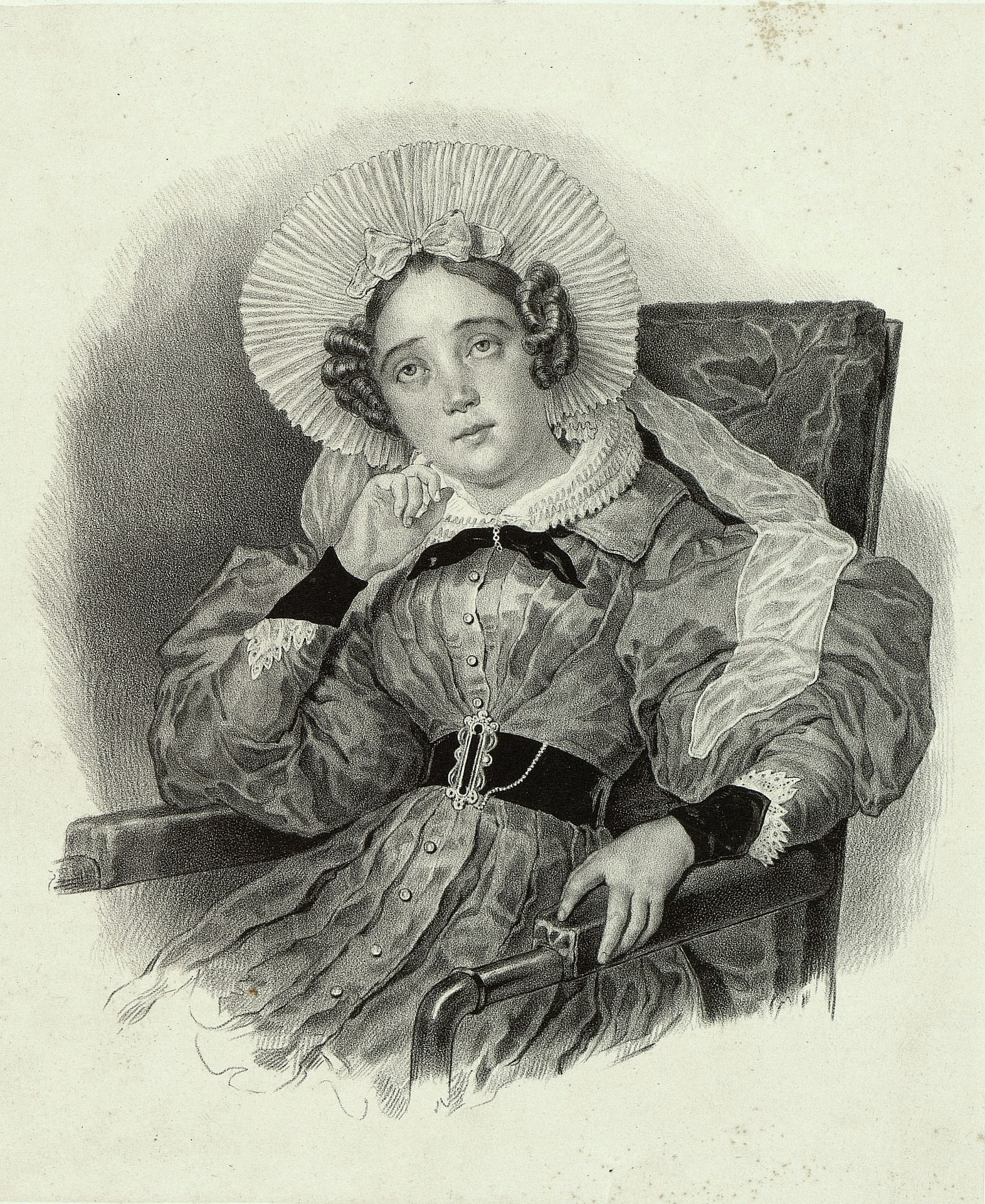
Єлизавета Сперанська

Після повернення армії в Росію перебував при колегії закордонних справ, в 1818 був призначений чернігівським цивільним губернатором, але вже в 1824 на прохання звільнений з цієї посади і визначений членом ради міністра фінансів, а в 1826 управляючим Державним позичковим банком. 21 квітня 1834 року йому було наказано бути присутнім у Урядовому Сенаті. За словами А. Кочубея:
Багреєв був великий простак: як у пансіоні абата Ніколя, так і в той час, коли він був губернатором, над ним всі сміялися. Втім, він був добродушний і не злопам'ятний.
У шлюбі з письменницею Єлизаветою Сперанською (1799—1857), єдиною дочкою графа Михайла Сперанського, мав сина Михайла (1822—1844; ротмістр, загинув на Кавказі на дуелі) і дочку Марію (1826—1887), яка успадкувала від батьків маєток Велика Бурімка. 
Її син - князь Михайло Кантакузен, автор творів з міжнародного права.

## Нагороди
- Орден Святої Анни 2 ступеня (7 листопада 1807)
- Орден Святого Володимира 3 ступеня (9 лютого 1813)
- Орден Святої Анни 1 ступеня з імператорською короною (30 березня 1822)
- Орден Святого Володимира 2 ступеня
- Орден Білого орла
- Австрійський орден Леопольда командорський хрест
- Австрійський орден Леопольда великий хрест

- Золота медаль "Земському війську"
- Медаль «На згадку Вітчизняної війни 1812 року»
- Відзнака за XXX років бездоганної служби